# Paul LePage
Paul Richard LePage (sinh 9 tháng 10 năm 1948) là chính trị gia Hoa Kỳ. Ông nguyên là Thống đốc thứ 74 của tiểu bang Maine, Hoa Kỳ. Ông bắt đầu giữ chức vụ này từ 5 tháng 1 năm 2011. Ông là một doanh nhân, là Đảng Cộng hòa Hoa Kỳ, ông là thị trưởng thành phố Waterville giai đoạn 2003-2011, và là một ủy viên hội đồng thành phố trước đó. Ông làm việc trong khu vực tư nhân là giám đốc của chuỗi cửa hàng giảm giá 14, Marden's Surplus and Salvage giai đoạn 1996-2011.